# ダド・プルショ
ダド・プルショ（Miladin "Dado" Pršo, 1974年11月5日 - ）は、クロアチア、ザダル出身の元サッカー選手。ポジションはフォワード。

## 経歴
ユーゴスラビアのザダル（現在はクロアチア領）に生まれる。地元クラブ、NKザダルのユースチームでプレーしていたところを国内のハイデュク・スプリトのユース組織に引き抜かれた。当時のチームメイトにはミラン・ラパイッチがいた（二人は現在まで続く親友同士である）。しかし身体検査で異常が見つかり、スプリトを退団した。1992年、同じクロアチアリーグ1部のクラブであるNKパジンカの下部組織に入団。当時は守備的ミッドフィールダーとしてプレーしていたが、ここで前線の選手としてコンバートされ頭角を現した。しかし国内の政情不安や同クラブの待遇の悪さから、キャリアアップを求め単身フランスへと渡った。そしてフランスリーグ2部に所属していたFCルーアンのテストに合格し入団したものの、監督の信頼を得られずに出場機会を得られなくなっていった。夜遊びに更け、一時はサッカーを辞めることを本気で考えるまでになったという。
その後のちに妻となる恋人の支えもあり、フランスの4部リーグに所属していたコート・ダジュール地方の小クラブスタッド・ラファエルに移籍し、自動車機械工として働きながら、再びサッカーに打ち込み始めた。この当時、サン・ラファエルがリーグ・アンのASモナコの練習試合の相手を務めていたことが転機となり、モナコのジャン・ティガナ監督（当時）はプルショに移籍を打診。1996年、23歳でモナコに移籍した。
しかしリーグ屈指の攻撃陣を有していた当時のモナコではプルショの出番はなかなか無く、1997年にコルシカ島のクラブで当時3部に所属していたACアジャクシオにレンタル移籍。ここで彼は目覚ましい活躍を見せ、2シーズンを経てモナコに復帰。スーパーサブとして徐々に存在感を高めた。しかし以前から痛めていた左膝の状態が悪化し、2001-2002シーズン途中に手術を選択。9ヶ月近い長期離脱を余儀なくされたが、復帰後は監督を務めるディディエ・デシャンの信頼の下、シャバニ・ノンダやリュドヴィク・ジュリらと攻撃陣を形成し完全にブレイクを果たした。
フランスで実績を築き始めると、2003年にクロアチア代表の招集を受けた。当時、国際経験に乏しい、28歳の無名選手を招集することに対し疑問の声も挙がったが、2003年3月29日、EURO2004予選・対ベルギー戦に先発出場すると、初ゴールを挙げた。その後、EURO2004出場権を懸けたスロベニアとのプレーオフでも決勝ゴールを挙げ、代表チームをEURO本大会出場に導いた。本大会ではフランス・イングランドと同組に回ったこともあってかグループリーグ敗退に終わったが、プルショはフランス戦で1得点を挙げた。
その後はクラブレベルでも順調にキャリアを過ごし、2003-2004シーズンはUEFAチャンピオンズリーグに出場。グループリーグの対デポルティボ・ラ・コルーニャ戦で4点を決めるなどの活躍を見せ、モナコをチャンピオンズリーグ準優勝に導いた。シーズン終了後はスコティッシュ・プレミアリーグのレンジャーズに移籍。スペイン人ストライカー、ナチョ・ノボとのコンビでリーグタイトル奪取にも貢献した。
2006年には代表不動のフォワードとして、ワールドカップドイツ大会にも出場を果たした。しかし左膝に抱えるケガの影響もあってか無得点に終わり、チームもグループリーグ敗退。大会終了後、程なくして膝のケガを理由に代表を引退した。
2007年3月、膝の具合が思わしくないことから同シーズン限りでのレンジャーズ退団を表明。比較的プレッシャーの少ない環境でプレーできる道を模索していたが、結局現役引退となった。
従弟のミラン・プルショもサッカー選手であり、U-17およびU-19セルビア代表に出場歴がある。

## 代表歴

### 出場大会
- クロアチア代表
  - 2006 FIFAワールドカップ

### 試合数
- 国際Aマッチ 32試合 9得点（2003年-2006年）[1]

| クロアチア代表 | 国際Aマッチ | 国際Aマッチ |
| 年             | 出場        | 得点        |
| -------------- | ----------- | ----------- |
| 2003           | 9           | 3           |
| 2004           | 9           | 2           |
| 2005           | 7           | 3           |
| 2006           | 7           | 1           |
| 通算           | 32          | 9           |